# Göran Lindén
Johan Göran Lindén, född 6 juni 1922 i Stockholm, död 3 februari 1991, var en svensk företagsledare.
Lindén, som var son till skohandlare Petrus Lindén och Signe Olsson, avlade ingenjörsexamen vid tekniska gymnasiet i Västerås 1943. Han blev anläggningsingenjör vid Asea i Västerås 1943, driftsingenjör vid Bollnäs Kraft AB 1953, driftchef vid AB Edsbyns elverk 1963 och var verkställande direktör där från 1965 och vid Elektriska installationsbyrån i Bollnäs AB från 1966. Han var ledamot Gävleborgs lokalavdelning av Elektriska arbetsgivareföreningen från 1966. Han skrev artiklar i facktidskrifter.
Han var bror till tecknaren Staffan Lindén.